# Forumbiblioteket
Forumbiblioteket är en bokserie (Libris 8200372) utgiven av Forum bokförlag 1944-1999 med klassiker. Enligt förlagets slogan på omslaget "Böcker av bestående värde från alla tider till priser som passar alla." Varje bok inleds med ett förord om författaren. Förebilderna för serien var tyska förlaget Insel-Bücherei, engelska Everyman’s Library och amerikanska Modern Library.

## Böcker som publicerats i serien
- Aristofanes: Getingarna - Freden, Kvinnornas sammansvärjning - Grodorna, Riddarna - Lysistrate
- Augustinus: Bekännelser
- Marcus Aurelius: Självbetraktelser
- Jane Austen: Emma I-II, Stolthet och fördom
- Honoré de Balzac: Det okända mästerverket, Förlorade illusioner I-II, Kusin Bette, Kusin Pons
- Joseph Bédier: Tristan och Isolde
- Arnold Bennett: Stadens stolthet
- Hjalmar Bergman: Chefen fru Ingeborg
- Aloysius Bertrand: Casper Natt
- Karen Blixen: Sju romantiska berättelser I-II
- Giovanni Boccaccio: Decamerone
- Jorge Luis Borges: Biblioteket i Babel
- James Boswell: Samuel Johnsons liv
- Buddha talade och sade
- John Bunyan: Kristens resa
- Alexis Carrel: Den okända människan
- Cajus Valerius Catullus: Dikter
- Benvenuto Cellini: Benvenuto Cellinis liv I-II
- Miguel Cervantes: Don Quijote
- François-René de Chateaubriand: Minnen från andra sidan graven
- Geoffrey Chaucer: Canterburysägner I-II
- Cicero: Samtal i Tusculum I-II samt III-IV, Sex tal inför senaten och folket
- Joseph Conrad: Negern på Narcissus - Tyfon, Lord Jim, Seger
- Ève Curie: Min mor I-II
- Dante Alighieri: Den gudomliga komedin - Helvetet, Skärselden, Paradiset
- Alphonse Daudet: Brev från min kvarn, Tartarin från Tarascon
- Thomas Dekker, William Rowley, John Ford: Två engelska renässanstragedier
- Demosthenes, Cicero: Tre politiska tal
- Den poetiska Eddan
- Paulus Diaconus: Langobardernas historia
- Charles Dickens: Julberättelser, Lysande utsikter
- John Dos Passos: 42:a breddgraden, 1919, Stora pengar
- Fjodor Dostojevskij: Farbrors dröm och andra noveller
- Euripides: De fenikiska kvinnorna - De skyddssökande, Herakles - Ion, Ifigenia i Aulis - Ifigenia i Taurien, Orestes - Backanterna
- Jean de La Fontaine: Fabler och noveller
- E.M. Forster: En färd till Indien
- Benjamin Franklin: Självbiografi
- John Galsworthy: Förmöget folk
- Federico García Lorca, Pablo Neruda: Vistelse på jorden
- Vsevolod Garsjin: Den röda blomman och andra noveller
- Aulus Gellius: Attiska nätter
- André Gide: Falskmyntarna
- Goethe: Faust I-II, Självbiografiska skrifter
- Nikolaj Gogol: Döda själar, Ukrainska noveller, Revisorn - Frieriet
- Maksim Gorkij: Min barndom, Ute i världen, Mina universitet, Urspårade och andra noveller
- Henry Green: Resa med förhinder
- Knut Hamsun: Markens gröda, Pan - Victoria
- Martin A. Hansen: Påskklockan och andra noveller
- Thomas Hardy: Borgmästaren i Casterbridge
- Lafcadio Hearn: Folk, gudar och gastar i det forntida Japan
- Heinrich Heine: Lyrik och prosa
- William Heinesen: De förlorade musikanterna
- Ernest Hemingway: Farväl till vapnen, Klockan klämtar för dig
- Herman Hesse: Krisdikter och sena dikter, Stäppvargen
- Thor Heyerdahl: Expedition Kon-Tiki
- Historien om doktor Johann Faustus
- Ludvig Holberg: Tre komedier
- Homeros: Sången om Ilion, Sången om Odysseus
- Horatius: Satirer och epoder, Epistlar och sista dikter, Oden I-III
- Aldous Huxley: Kontrapunkt
- Henrik Ibsen: Peer Gynt
- J.P. Jacobsen: Niels Lyhne
- Henry James: Två berättelser (Jeffrey Asperns brev och Skruvens vridning)
- Johannes V. Jensen: Kungens fall, Den långa resan I-II
- Jerome K. Jerome: Tre män i en båt
- Franz Kafka: Förvandlingen - Den sanningssökande hunden
- Kalevala
- Kierkegaard: I urval
- Volter Kilpi: I stugan på Ylistalo
- Kinesiska tänkare, i urval av Alf Henrikson och Hwang Tsu-Yü
- Rudyard Kipling: Havets hjältar
- Aleksis Kivi: Sju bröder
- Koranen
- Petr Kropotkin: En anarkists minnen
- Choderlos de Laclos: Farliga förbindelser I-II
- Selma Lagerlöf: Mårbacka
- Giuseppe Tomasi di Lampedusa: Leoparden
- Nikolaj Leskov: En döende ätt
- Richard Llewellyn: Jag minns min gröna dal
- Jack London: Varg-Larsen
- Longos: Daphnis och Chloë
- Lope de Vega: Fårakällan, Peribáñez och kommendanten i Ocaña
- Lucretius: Om tingens natur
- Lysias: Tolv tal
- Göran Malmqvist: Den långa floden
- André Malraux: Människans lott
- Simoni Malya: När lejonet kom till korta
- Thomas Mann: Bergtagen I-II, Huset Buddenbrook I-II, Svindlaren Felix Krulls bekännelser
- Katherine Mansfield: Preludium och andra noveller
- Marco Polos resor i Asien
- W. Somerset Maugham: Den mänskliga svagheten och andra noveller, Fotspår i djungeln och andra noveller, Honung och malört, Människans slaveri I-II
- Guy de Maupassant: Allouma och andra noveller, Familjeliv och andra noveller
- François Mauriac: Ormboet
- Prosper Mérimée: Noveller I-II
- Frédéric Mistral: Sången om Rhône
- Montesquieu: Persiska brev
- Alberto Moravia: Romarinnan
- Axel Munthe: Boken om San Michele
- Vladimir Nabokov: Låt höra av dig, minne
- Friedrich Nietzsche: Så talade Zarathustra
- Ovidius: Konsten att älska
- Blaise Pascal: Tankar
- Boris Pasternak: Ljuvers barndom
- Samuel Pepys: Dagbok
- Platon: Dialoger: Sokrates försvarstal - Faidron - Faidros, Gorgias - Symposion
- Plautus: Tre komedier
- Abbé Prévost: Manon Lescaut
- Michael Psellos: Bysantinska porträtt
- Aleksandr Pusjkin: Kaptenens dotter
- Arthur Rimbaud: Lyrik och prosa
- François de La Rochefoucauld: Maximer
- Jean Jacques Rousseau: Bekännelser
- Sallustius: Catilina - Jugurtha
- George Sand: En vinter på Mallorca
- Cora Sandel: Alberte och Jakob, Alberte och friheten, Bara Alberte, Kranes Konditori, Köp inte Dondi, Vårt krångliga liv
- Aksel Sandemose: Det gångna är en dröm, En flykting korsar sitt spår, Felicias bröllop, Murarna kring Jeriko, Tjärhandlaren, Varulven
- Runar Schildt: Regnbågen och andra noveller
- Friedrich von Schiller: Valda verk
- Arthur Schnitzler: Anatol och andra enaktare
- Seneca: Breven till Lucilius
- William Shakespeare: Hamlet, Richard III
- George Bernard Shaw: Pygmalion
- Georges Simenon: Klockorna i Bicêtre
- Skördefolket och andra berättelser
- Sofokles: Antigone - Filoktetes, Kung Oidipus - Elektra, Oidipus i Kolonos - Ajas - Kvinnorna i Trachis
- John Steinbeck: En underbar torsdag, Möss och människor, Riddarna kring Dannys bord
- Stendhal: Kartusianklostret i Parma, Rött och svart I-II
- August Strindberg: Hemsöborna, Röda rummet
- Snorre Sturlasson: Snorres Edda, Snorres konungasagor - Hednakungarna, Norska medeltidskungar, Olav den Heliges saga
- Sutta Nipata
- Jonathan Swift: Gullivers resor
- Tacitus: Annaler I-VI, Annaler XI-XVI, Maktspelet i Rom
- Thukydides: Kriget mellan Sparta och Athen I-II
- James Thurber: Fabler för vår tid
- Tiruvalluvar: Tirukkural
- Anton Tjechov: Noveller, Tre år och andra noveller, Damen med hunden och andra noveller
- Lev Tolstoj: Anna Karenina I-II, Ivan Iljitjs död - Familjelycka - Herre och dräng, Kosackerna, Krig och fred I-III
- Ivan Turgenjev: En jägares dagbok, Senilia
- Tusen och en natt
- Mark Twain: Snälla gossar och stygga
- Oscar Wilde: Dorian Grays porträtt - Spöket på Canterville
- Voltaire: Candide
- Virginia Woolf: Mot fyren
- Marguerite Yourcenar: Hadrianus minnen
- Stefan Zweig: Marie Antoinette
- Xenofon: Kyrosexpeditionen (Anabasis)